# Casa-fàbrica Canet-Santonja
La casa-fàbrica Canet-Santonja és un conjunt d'edificis situats als carrers del Portal Nou, de la Volta dels Jueus i d'en Cortines de Barcelona. Com que no estan catalogats, els correspon la categoria D (bé d'interès documental) atorgada per defecte a tots els edificis del districte de Ciutat Vella.

## Història
El 1758, Magdalena Ferrussola, vídua de Bonaventura Canet i Famades, i el seu fill Jaume Canet i Ferrussola (1740-1795), comerciant i fabricant d'indianes, van adquirir la propietat a Magdalena Grosset per 6.400 lliures. Aquell mateix any, Jaume Canet hi va començar les reformes per a establir-hi la seva fàbrica, que el 1768 disposava ja de 63 telers corrents. El 1772 n'hi havia 54 i el 1783 uns 40. El 1790, va demanar permís per a enderrocar la casa del carrer del Portal Nou i reconstruir-la amb planta baixa i quatre pisos. A la seva mort prematura el 1795, la fàbrica va ser heretada pel seu fill menor d'edat Manuel Canet i Esteva (o Steva), però dirigida per la seva mare Escolàstica, que el 1796 va demanar permís per a obrir una porta al carrer de la Volta dels Jueus.

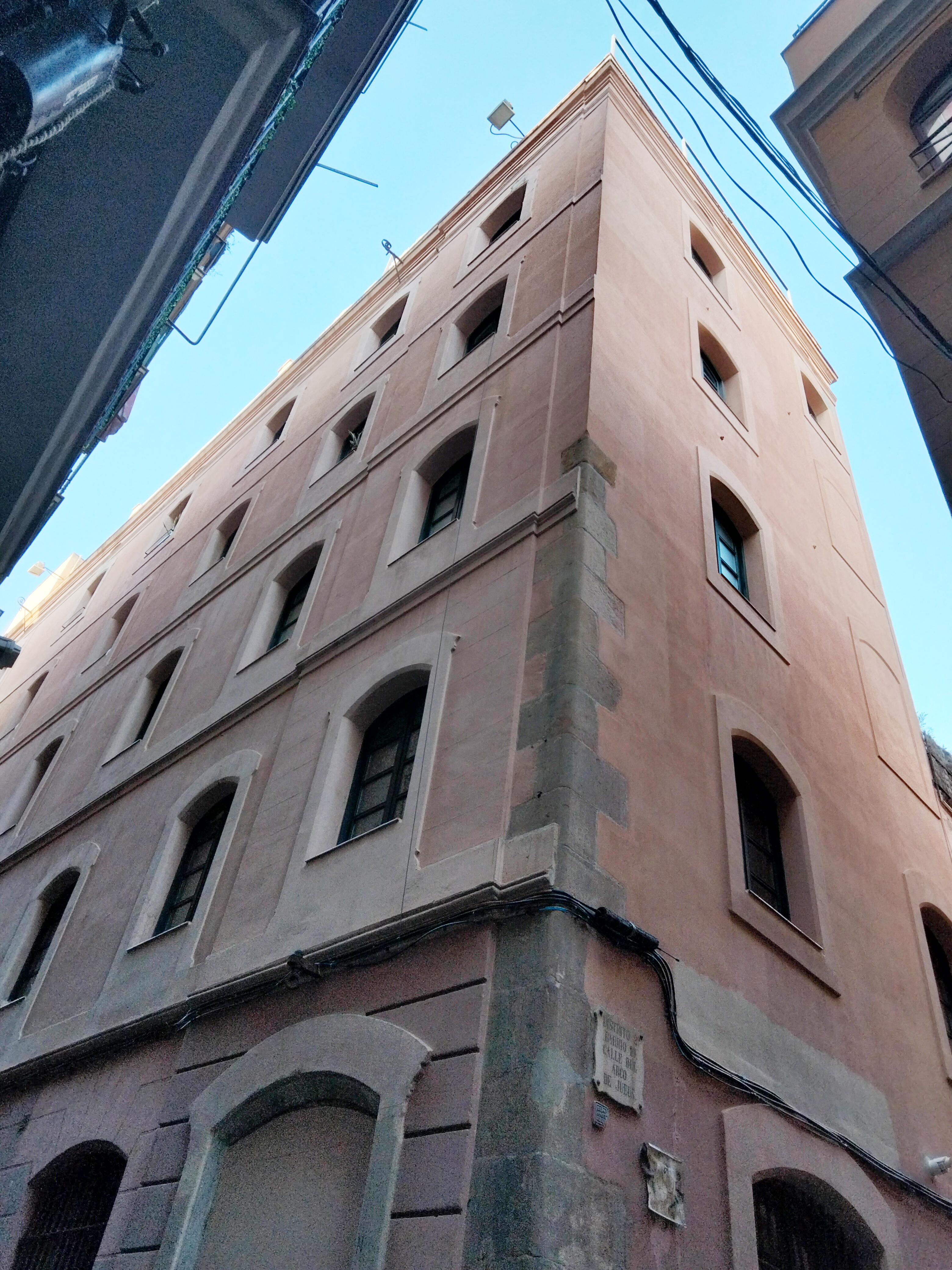
Façana cantonera dels carrers d'en Cortines i de la Volta dels Jueus

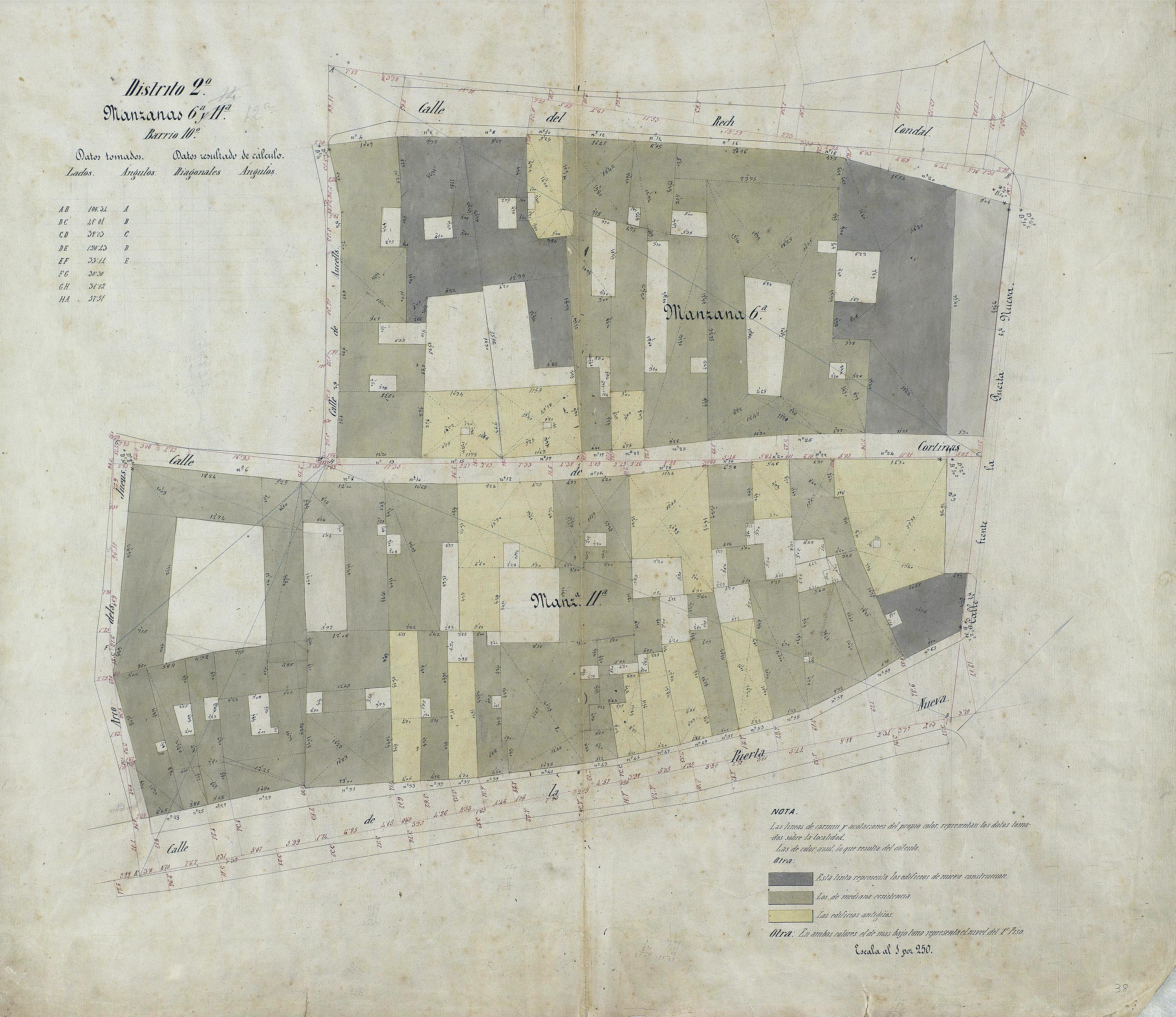
Quarteró núm. 38 de Garriga i Roca (c. 1860)

Com moltes d'altres, la fàbrica no va sobreviure a la Guerra del Francès, i Manuel Canet degué llogar les instal·lacions a d'altres fabricants. El 1842 hi havia la fàbrica de teixits de cotó i d'estampats de Esteve Fullós i Casas i Cia, després d'Esteve Fullós. El 1855, aquest va adquirir la finca a Manuel Canet per 10.000 duros, i el 1858, la va establir en emfiteusi al galoner Francesc Xavier Santonja i Bruguera (1800-1874), que tenia la seva fàbrica i botiga al carrer de l'Argenteria, 28-30, i es va presentar a l'Exposició de Barcelona del 1860. El 1863, Santonja va encarregar a l'arquitecte Josep Oriol Mestres la reforma de l'edifici d'habitatges del carrer de la Volta dels Jueus, 4. En aquella època, hi tenia una fàbrica de llana i de mescla en societat amb Francesc Suñol i Almirall sota la raó social Santonja i Suñol: «Puerta Nueva, 29, Tejidos de Santonja y Suñol. Fábrica de tejidos de lana y de algodon. Novedades de pañoleria de lana, y de mezcla de lana y algodon, de todas clases. Pantaloneria de lana, y de mezcla de algodon y lana. Chaqueleria de lana, y de mezcla de lana y algodon. Vestidos para señoras, de lana y de mezcla.»
La fàbrica fou heretada pel seu fill Francesc de Paula Santonja i Camprodon (1838-1892), que el 1875 encarregà al mestre d'obres Calixte Freixa la construcció d'unes noves «quadres». Un cop acabades les obres, va llogar-ne dues, una botiga i el primer pis del carrer de la Volta dels Jueus, 4 al fabricant de naips Sebastià Comas i Ricart per 5 anys, a raó de 432 duros anuals, i també hi havia la ganiveteria de Josep Massons.
El succeí el seu primogènit Francesc Xavier Santonja i Bassols (1852-1926), que va constituir la societat J. Santonja i Cia amb el seu oncle Josep Santonja i Camprodon (1838-1915), i el 1899 va encarregar-ne noves reformes a l'arquitecte Joan Casadó i Tisans. Fou succeït pel seu germà petit Enric Santonja i Bassols (1870-1944).
La fàbrica de cintes va continuar en funcionament fins a la dècada del 1950, i la de naips fins a la del 1960. El 1994, va tancar l'edifici industrial, segregat en una època indeterminada del del carrer del Portal Nou, i entre 1996 i 1998 fou rehabilitat com a habitatges pels arquitectes Cortacans Associats, que n'han conservat l'estructura.